# Neoclytus zonatus
Neoclytus zonatus là một loài bọ cánh cứng trong họ Cerambycidae.